# Dark Waters (film 1993)
Dark Waters è un film del 1993 diretto da Mariano Baino. Baino si occupa anche della sceneggiatura insieme con Andy Bark e degli effetti makeup. Il produttore è il russo Victor Zuev.

## Trama
Dopo la morte del padre, la giovane Elizabeth, tormentata da terribili visioni legate alla sua infanzia, si reca in un monastero, situato in una piccola isola del Mar Nero, a cui il padre per anni aveva fatto cospicue donazioni. Sull'isola le suore che popolano il monastero praticano rituali omicidi nelle catacombe dell'edificio, nel nome di un misterioso culto demoniaco.

## Riconoscimenti
- 1994 - Fantafestival
  - Premio speciale
- 1994 - FantAsia Film Festival
  - Prix du Public
- 1995 - Festival internazionale del cinema di Porto
  - Candidatura al premio come miglior film

## Edizioni home video

### DVD
Dark Waters, NoShame USA, NTSC, 2006
Dark Waters, Penny Video, PAL, 2017